# Eurypus
Eurypus es un género de coleóptero de la familia Mycteridae.

## Especies
Las especies de este género son:
- Eurypus cyanipennis
- Eurypus infasciata
- Eurypus kirbyi
- Eurypus lagrioides
- Eurypus longipennis
- Eurypus muelleri
- Eurypus rubens